# Stanisław Radziwiłł
Stanisław Radziwiłł (en lituanien: Stanislovas Radvila II), dit Le Pieux (12 mai 1559-19 mars 1599), fils de Mikołaj Krzysztof Radziwiłł Czarny (1515-1565) et d'Elżbieta Szydłowiecka (pl), staroste de Samogitie, grand maréchal de Lituanie, 1er ordynat d'Ołyka.

## Mariage et descendance
Il épouse Marianna née Myszka qui lui donne 4 enfants:
- Mikołaj Krzysztof
- Jerzy Radziwiłł
- Albert Stanisław (1595–1656), sous-chancelier de Lituanie (1619), grand chancelier de Lituanie (1623).
- Eufemia (pl) (1598–1658) abbesse de l'abbaye bénédictine de Niasvij

- Notices d'autorité :   - VIAF
  - ISNI
  - GND
  - Pologne
  - NUKAT